# ダレダリン
ダレダリン(Daledalin)は、1970年代初めに合成され、臨床実験が行われながら市販されなかった抗うつ薬である。選択的ノルアドレナリン再取り込み阻害薬であり、セロトニンやドーパミンの再取り込みにはほとんど影響を与えず、抗ヒスタミン、抗コリンの活性もない
。